# 北区 (京都市)
北区（きたく）は、京都市を構成する11区の1つである。

## 概要
住宅地を中心とした平野部と、北部の山間地で構成される。区内には金閣寺や大徳寺、上賀茂神社といった洛北の寺社のほか、立命館大学、佛教大学、大谷大学、京都産業大学などいくつかの大学がある。東側には鴨川が流れる。北大路駅付近にイオンモール北大路など商業施設が集まる。

## 地理

### 地形

#### 山地
主な山
- 衣笠山
- 船岡山
- 桟敷ヶ岳（北区最高峰）

主な峠
- 笠峠
- 京見峠
- 持越峠
- 前坂

#### 河川
主な川
- 賀茂川
- 祖父谷川
- 天神川

主な渓谷
- 紅葉谷

#### 湖沼
主な池
- 深泥池

### 地域
- 区を構成する町：京都市北区の町名

### 人口
| 北区の人口の推移 |           |  |
| \| 1970年（昭和45年） \| 135,681人 \| \| \| 1975年（昭和50年） \| 138,193人 \| \| \| 1980年（昭和55年） \| 136,181人 \| \| \| 1985年（昭和60年） \| 131,073人 \| \| \| 1990年（平成2年） \| 127,348人 \| \| \| 1995年（平成7年） \| 127,078人 \| \| \| 2000年（平成12年） \| 126,125人 \| \| \| 2005年（平成17年） \| 124,266人 \| \| \| 2010年（平成22年） \| 122,037人 \| \| \| 2015年（平成27年） \| 119,474人 \| \| \| 2020年（令和2年） \| 117,165人 \| \| |           |  |
| 総務省統計局 国勢調査より |           |  |
| 1970年（昭和45年） | 135,681人 |  |
| 1975年（昭和50年） | 138,193人 |  |
| 1980年（昭和55年） | 136,181人 |  |
| 1985年（昭和60年） | 131,073人 |  |
| 1990年（平成2年） | 127,348人 |  |
| 1995年（平成7年） | 127,078人 |  |
| 2000年（平成12年） | 126,125人 |  |
| 2005年（平成17年） | 124,266人 |  |
| 2010年（平成22年） | 122,037人 |  |
| 2015年（平成27年） | 119,474人 |  |
| 2020年（令和2年） | 117,165人 |  |

### 隣接行政区
京都府：京都市
- 北･西側:右京区
- 東側:左京区
- 南側:上京区、中京区

## 歴史

### 沿革
昭和
- 1955年（昭和30年）9月1日 - 上京区から分区して誕生

## 政治

### 行政

#### 区役所
所在地の詳細は公式サイトを参照。
- 北区役所 - 紫野東御所田町
  - 小野郷出張所 - 小野下ノ町
  - 中川出張所 - 中川北山町
  - 雲ケ畑出張所 - 雲ケ畑中畑

## 施設

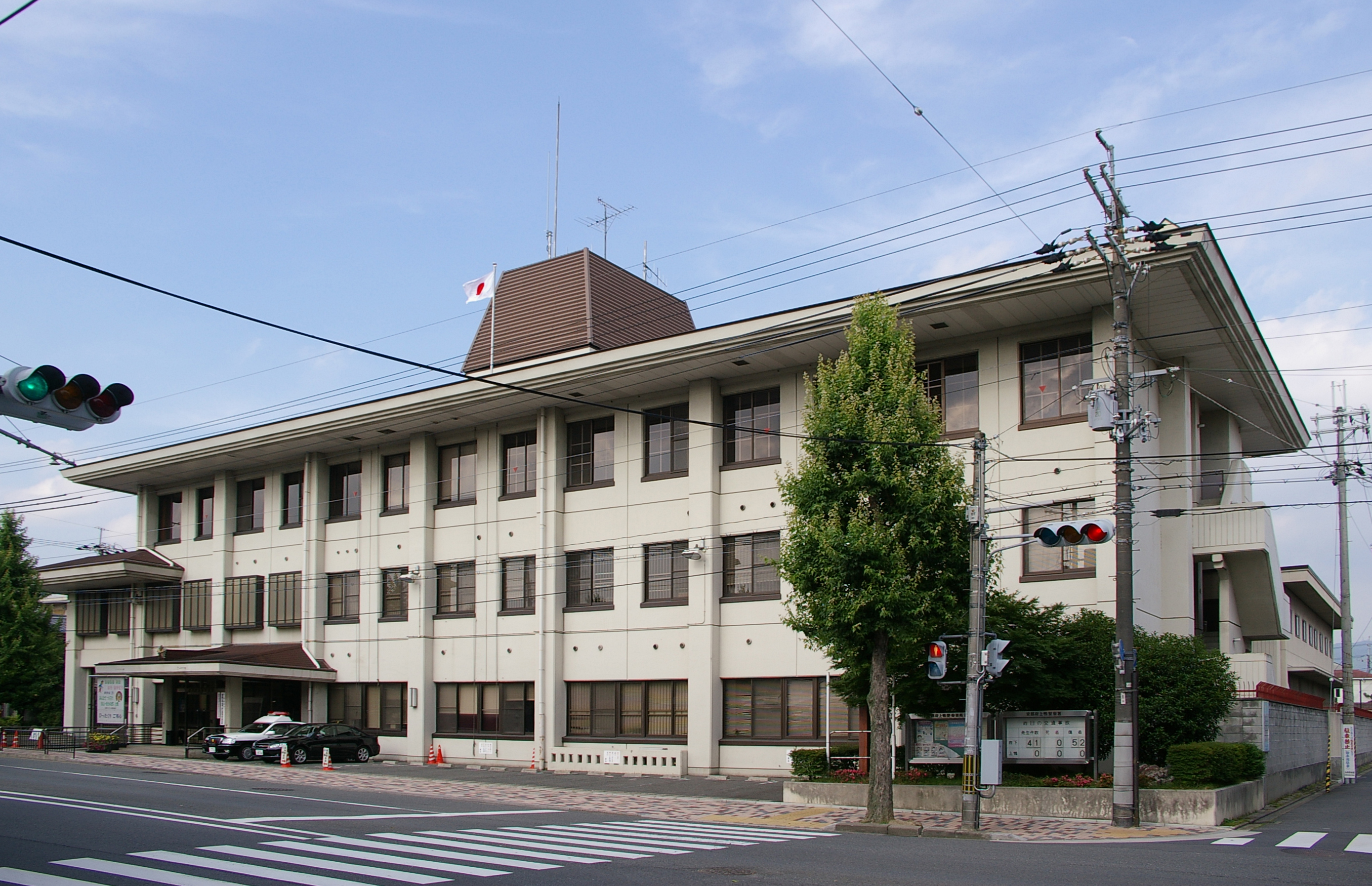
京都府北警察署

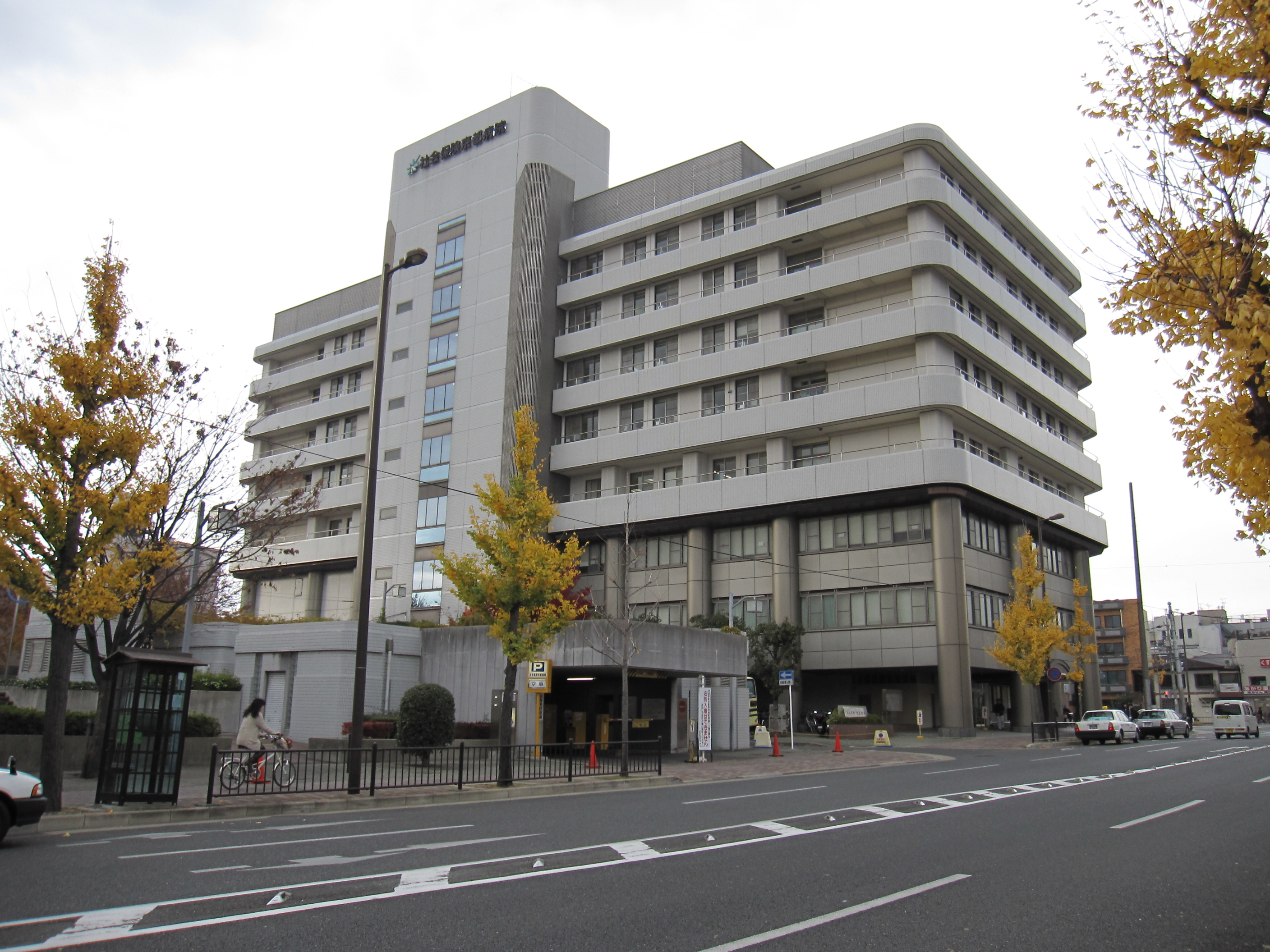
JCHO京都鞍馬口医療センター

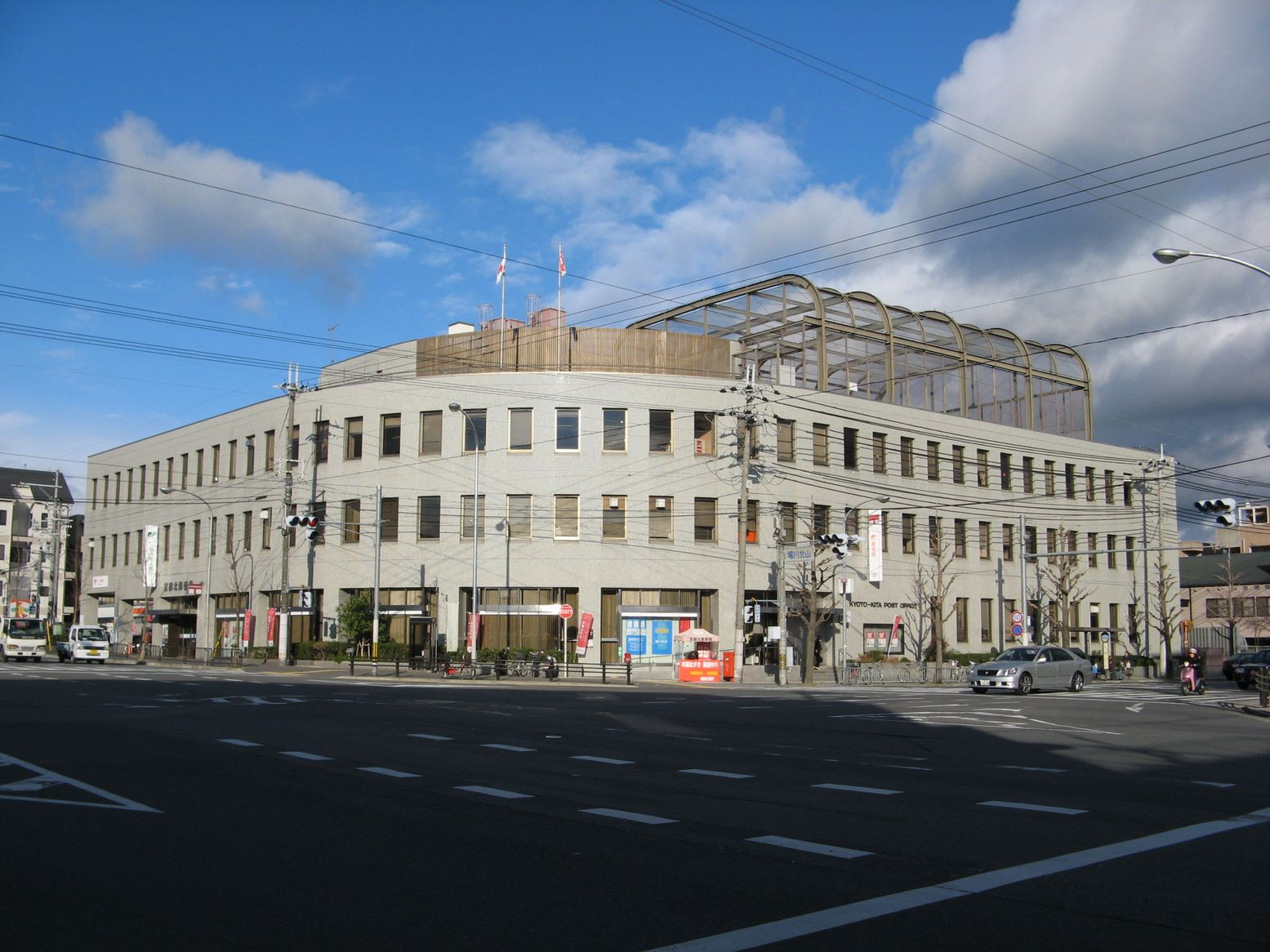
京都北郵便局

### 警察
警察署
- 京都府北警察署

交番
- 上賀茂交番（北区上賀茂藤ノ木町）
- 紫竹交番（北区紫竹下緑町）
- 大宮交番（北区西賀茂神光院町）
- 鷹ケ峯交番（北区鷹峰黒門町）
- 大徳寺前交番（北区紫野大徳寺町）
- 北大路交番（北区小山北上総町）
- 柊野交番（北区上賀茂本山）
- 金閣寺交番（北区衣笠御所ノ内町）
- 小松原交番（北区小松原南町）
- 十二坊交番（北区紫野十二坊町）

駐在所
- 小野郷駐在所（北区小野中ノ町）

### 消防
消防署
- 京都市北消防署（北区紫竹下緑町87）

出張所
- 大徳寺（北区紫野大徳寺町88）
- 紫明（北区小山南上総町1-1）
- 中川（北区中川北山町48-2）

### 医療
主な病院
- 地域医療機能推進機構京都鞍馬口医療センター
- 京都警察病院

### 郵便局
主な郵便局
北区の担当集配郵便局は以下の通りである。
- 京都北郵便局 - 603-xxxx、601-01xx

### 運動施設
- 京都府立体育館（島津アリーナ）

## 経済

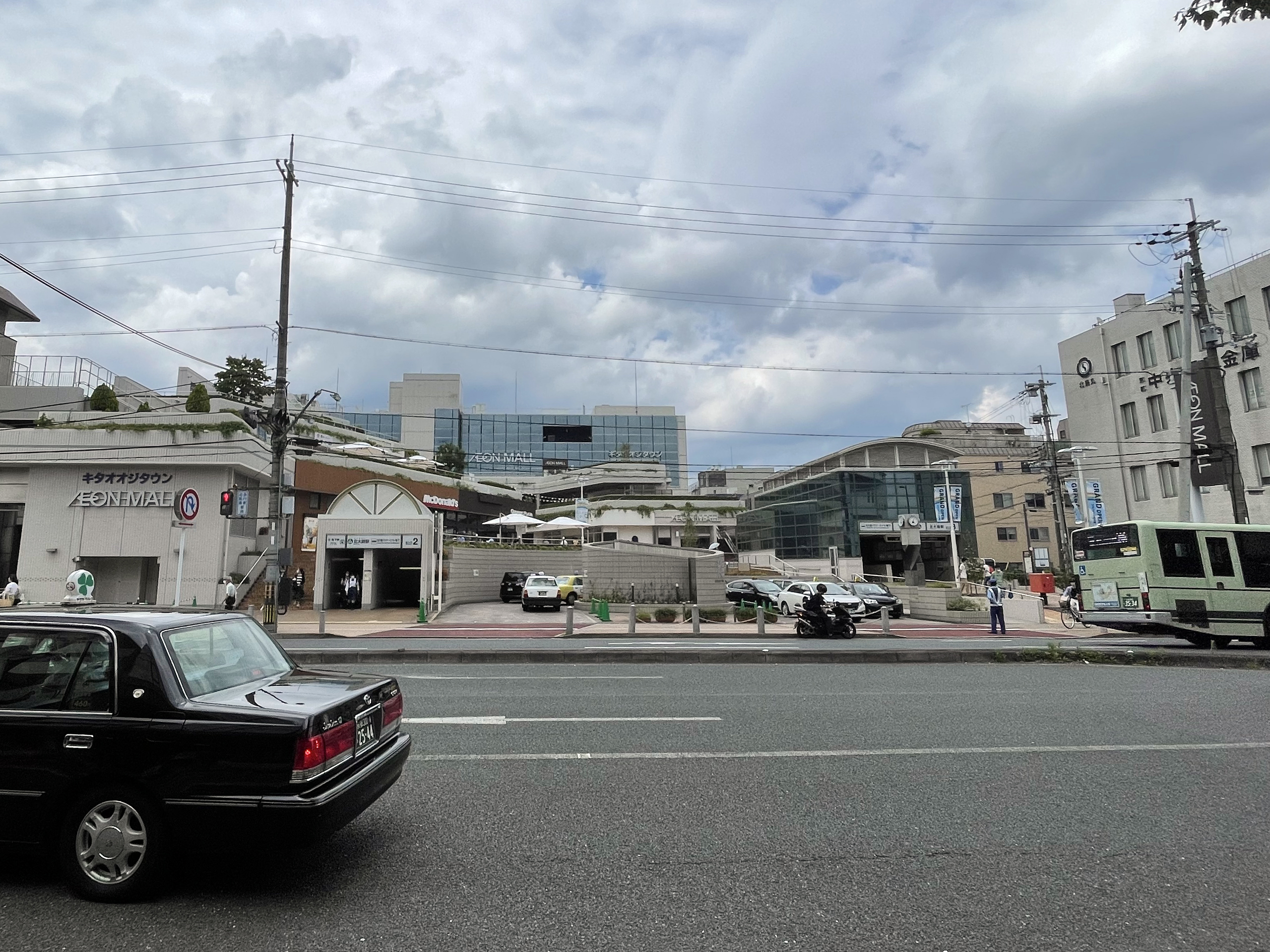
キタオオジタウン

### 第三次産業

#### 商業
主な繁華街
- 北大路

主な商業施設
- キタオオジタウン
- はせがわ
- WIFE&HUSBAND
- 乃が美
- Kamogawa Bakery Kitaoji
- オーボンパン　ビゴ
- ニトリ
- 無印
- スターバックス
- スーパーマーケット　KOHYO
- ケンタッキーフライドチキン
- いきなりステーキ
- 大垣書店
- ミスタードーナッツ
- フレッシュネスバーガー
- 洛北阪急スクエア
- パントリー京都北山本店
- マールブランシェ京都北山店
- キャピタル東洋亭本店
- In the green
- 京都府立植物園
- Briant 北山京都店
- イズミヤ北野白梅町店
- グルメシティ北山店
- マツモト北山店

## 教育・研究機関

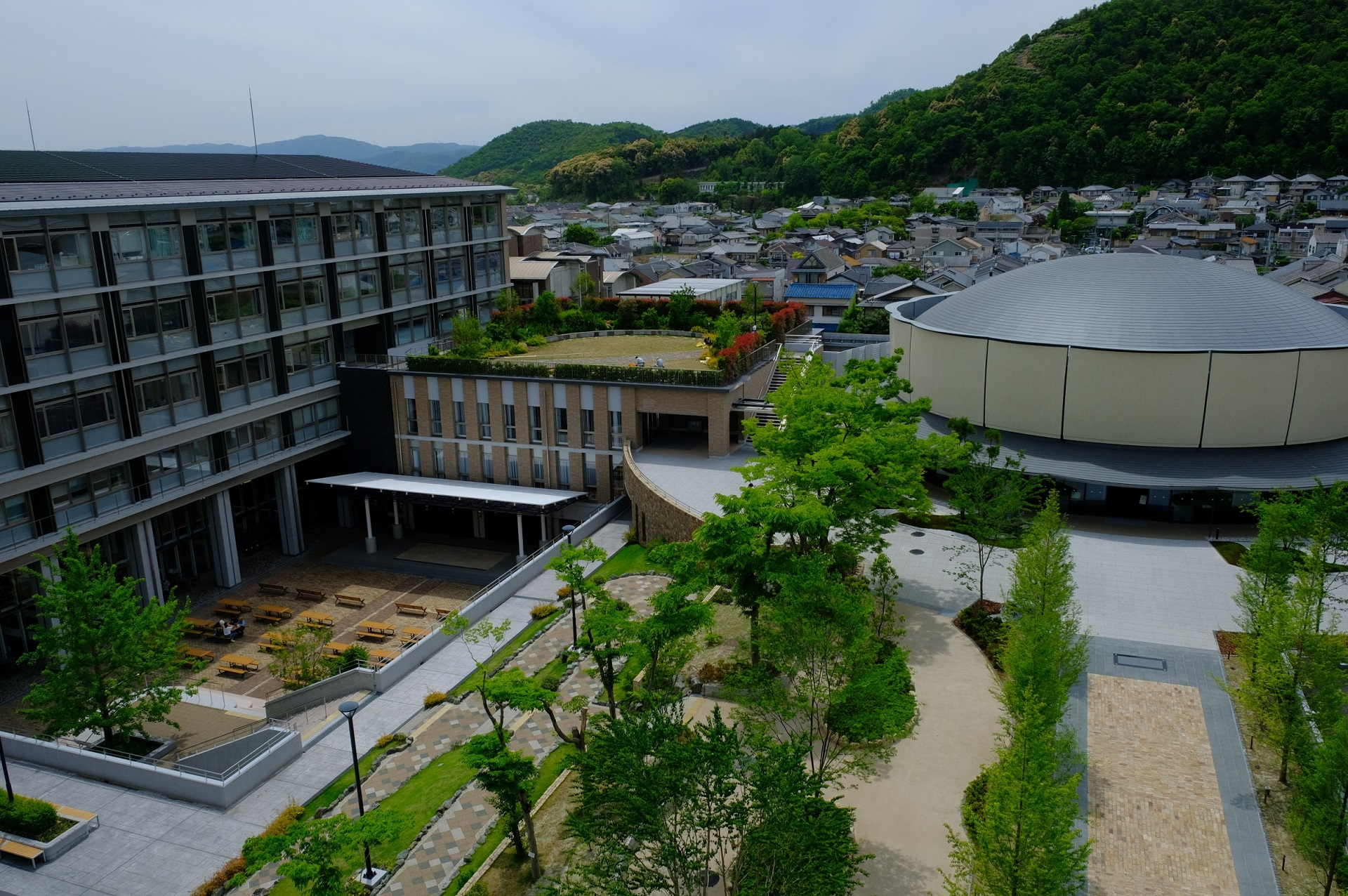
佛教大学

### 大学
国立
- 総合研究大学院大学 京都上賀茂キャンパス

私立
- 大谷大学
- 京都産業大学
- 佛教大学
- 立命館大学

### 専修学校
私立
- 京都バレエ専門学校 白梅町本校

### 高等学校
府立
- 京都府立山城高等学校
- 京都府立清明高等学校

市立
- 京都市立紫野高等学校

私立
- 洛星高等学校※中高併設

### 中学校
市立
- 京都市立旭丘中学校
- 京都市立衣笠中学校
- 京都市立加茂川中学校
- 京都市立西賀茂中学校
- 京都市立雲ケ畑中学校※休校中
- 京都市立小野郷中学校※休校中

私立
- 京都教育大学附属京都中学校※小中併設
- 洛星中学校※中高併設

### 小学校
市立
- 京都市立衣笠小学校
- 京都市立楽只小学校(2020年3月閉校)
- 京都市立金閣小学校
- 京都市立元町小学校
- 京都市立紫竹小学校
- 京都市立紫明小学校
- 京都市立紫野小学校
- 京都市立上賀茂小学校
- 京都市立待鳳小学校
- 京都市立大宮小学校
- 京都市立大将軍小学校
- 京都市立鷹峯小学校
- 京都市立中川小学校※休校中
- 京都市立柏野小学校
- 京都市立柊野小学校
- 京都市立鳳徳小学校
- 京都市立雲ケ畑小学校※休校中
- 京都市立小野郷小学校※休校中

私立
- 京都教育大学附属京都小学校※小中併設
- 立命館小学校

### 幼児教育

#### 幼稚園
市立
- 京都市立上賀茂幼稚園

#### 保育園
- 上賀茂保育園
- 洛北幼児園
- 待鳳保育園
- 鷹ヶ峰保育園
- 洛陽保育園
- 大宮保育所
- 楽只保育所

### 特別支援学校
府立
- 京都府立盲学校
  - 幼小中学部
  - 高等部

### インターナショナルスクール

#### 中国語学校
- 立命館孔子学院

### 研究所
- 京都部落問題研究資料センター
- 人間文化研究機構総合地球環境学研究所
- 立命館日本刀鍛錬所

### 学会
- 日本児童青年精神医学会

## 交通

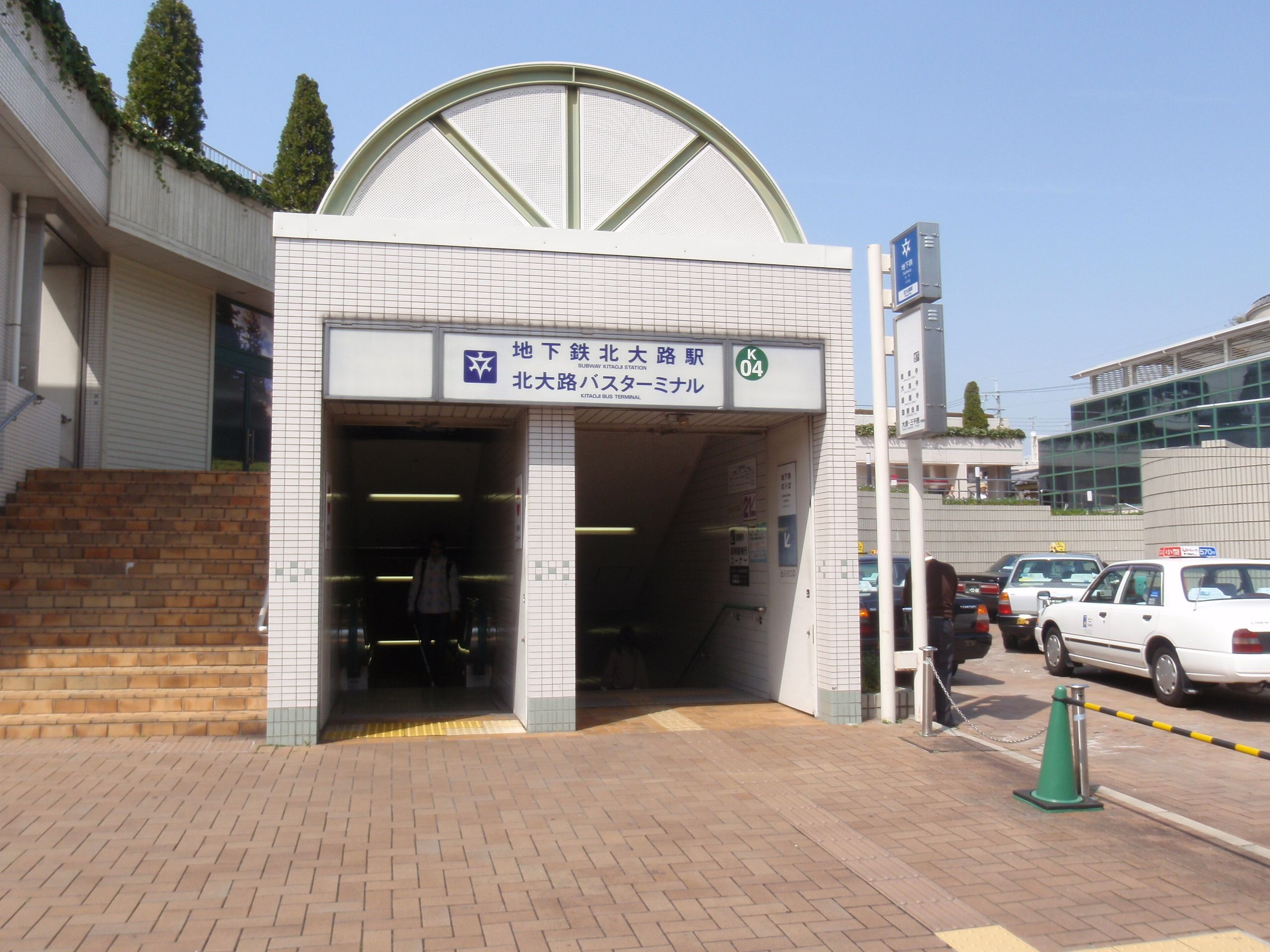
北大路駅

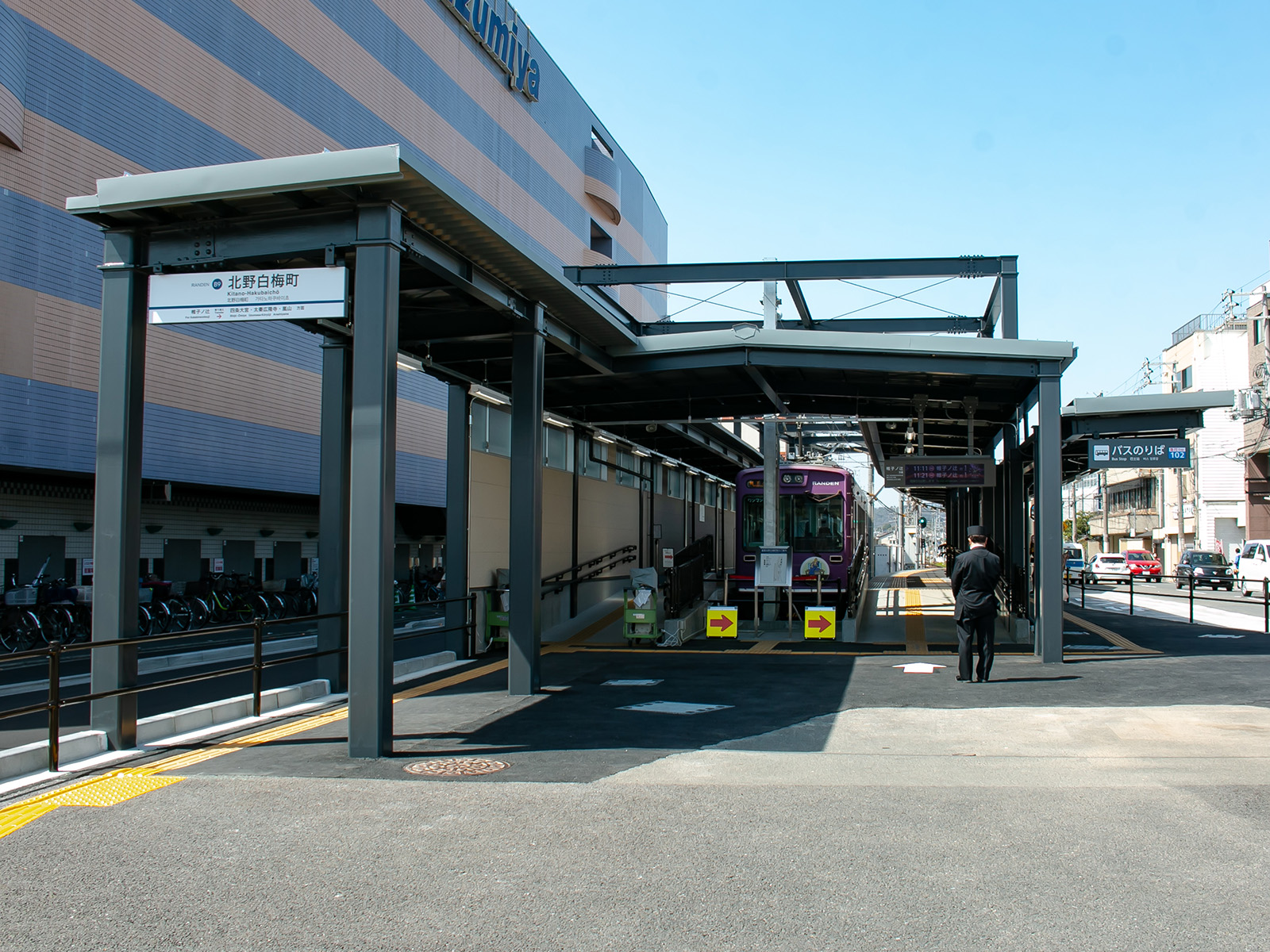
北野白梅町駅

### 鉄道
- 京都市営地下鉄

京都市営地下鉄烏丸線:（至竹田駅）← 鞍馬口駅※ - 北大路駅 - 北山駅 →（至国際会館駅）
※鞍馬口駅は京都市上京区との境界にある。
- 京福電気鉄道

京福電気鉄道北野線:（至帷子ノ辻駅）← 等持院・立命館大学衣笠キャンパス前駅 - 北野白梅町駅
※等持院駅 - 北野白梅町駅間に小松原駅があったが、1945年（昭和20年）に廃止となった。

### バス

#### 路線バス
- 京都市営バス
- 京都バス
- 雲ケ畑バス もくもく号
- 西日本JRバス

バスターミナル
- 北大路バスターミナル

営業所
- 京都市営バス烏丸営業所
- 京都市営バス西賀茂営業所

### 道路

#### 国道
- 国道162号
- 国道367号

#### 府道
主要地方道
- 京都府道31号西陣杉坂線
- 京都府道38号京都広河原美山線
- 京都府道40号下鴨静原大原線
- 京都府道61号京都京北線

一般府道
- 京都府道101号銀閣寺宇多野線
- 京都府道103号上賀茂山端線
- 京都府道107号雲ヶ畑下杉坂線

#### 市道
主な市道
- 京都市道181号京都環状線
- 京都市道183号衣笠宇多野線（きぬかけの道）

## 観光

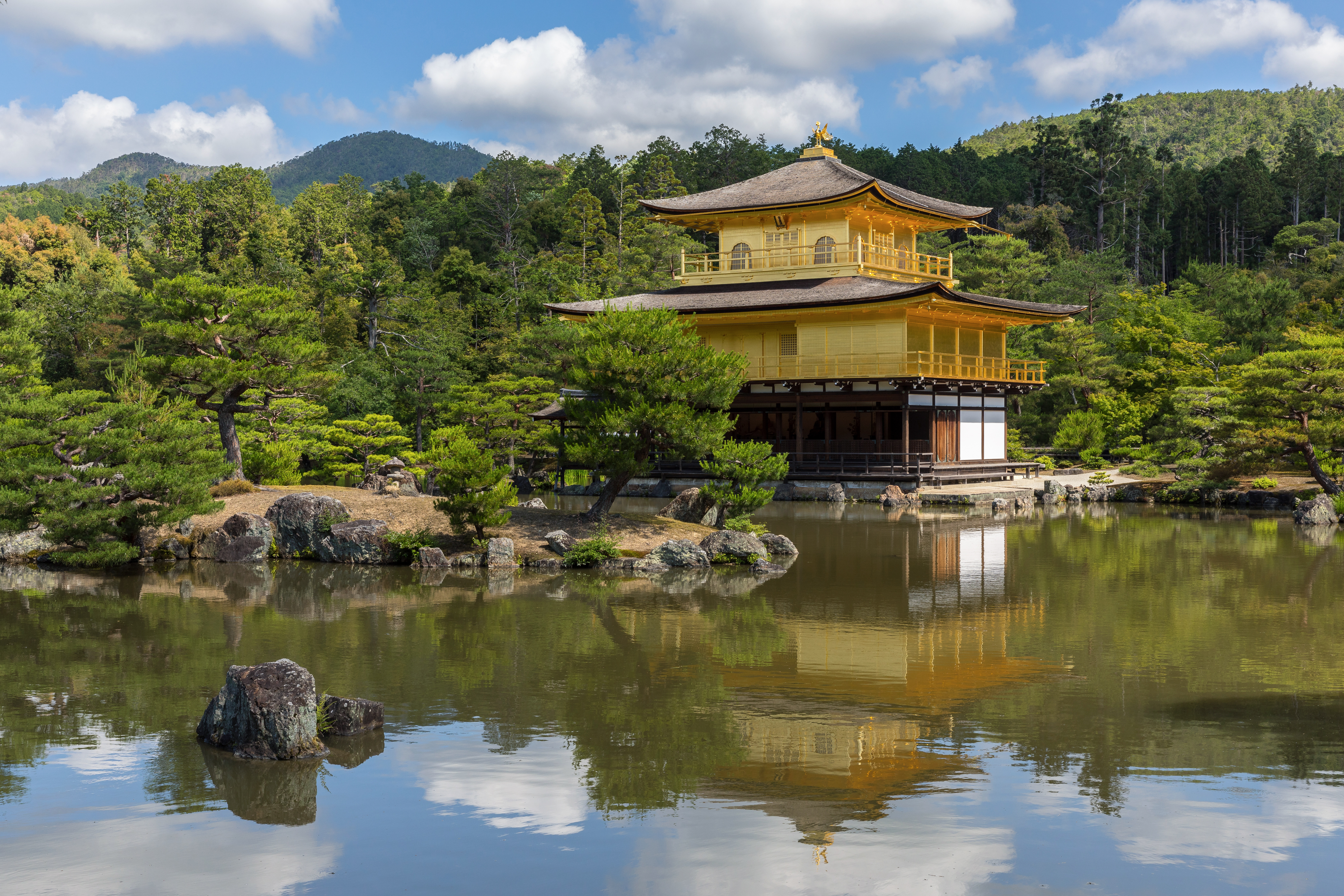
鹿苑寺金閣

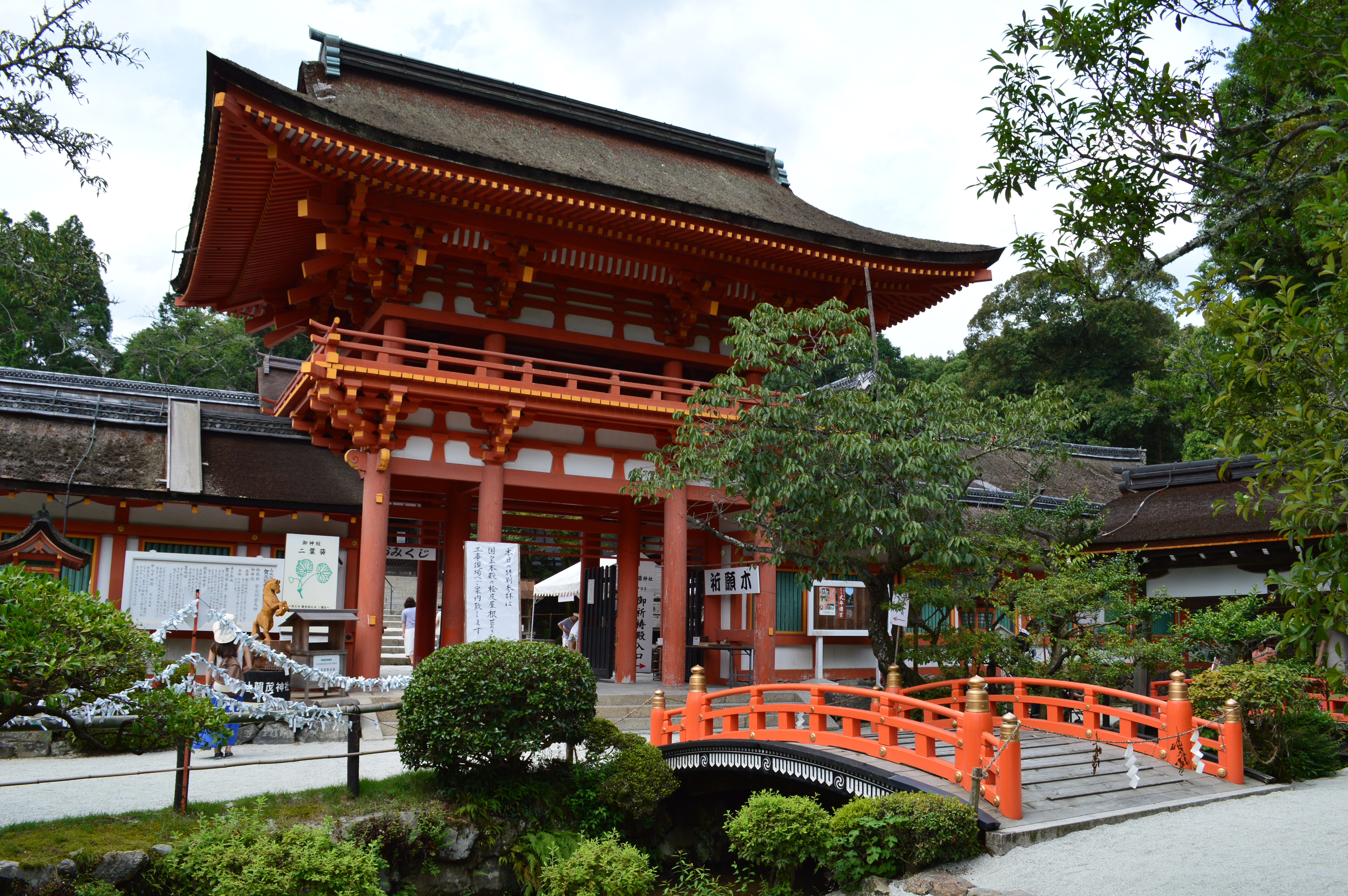
賀茂別雷神社
（上賀茂神社）

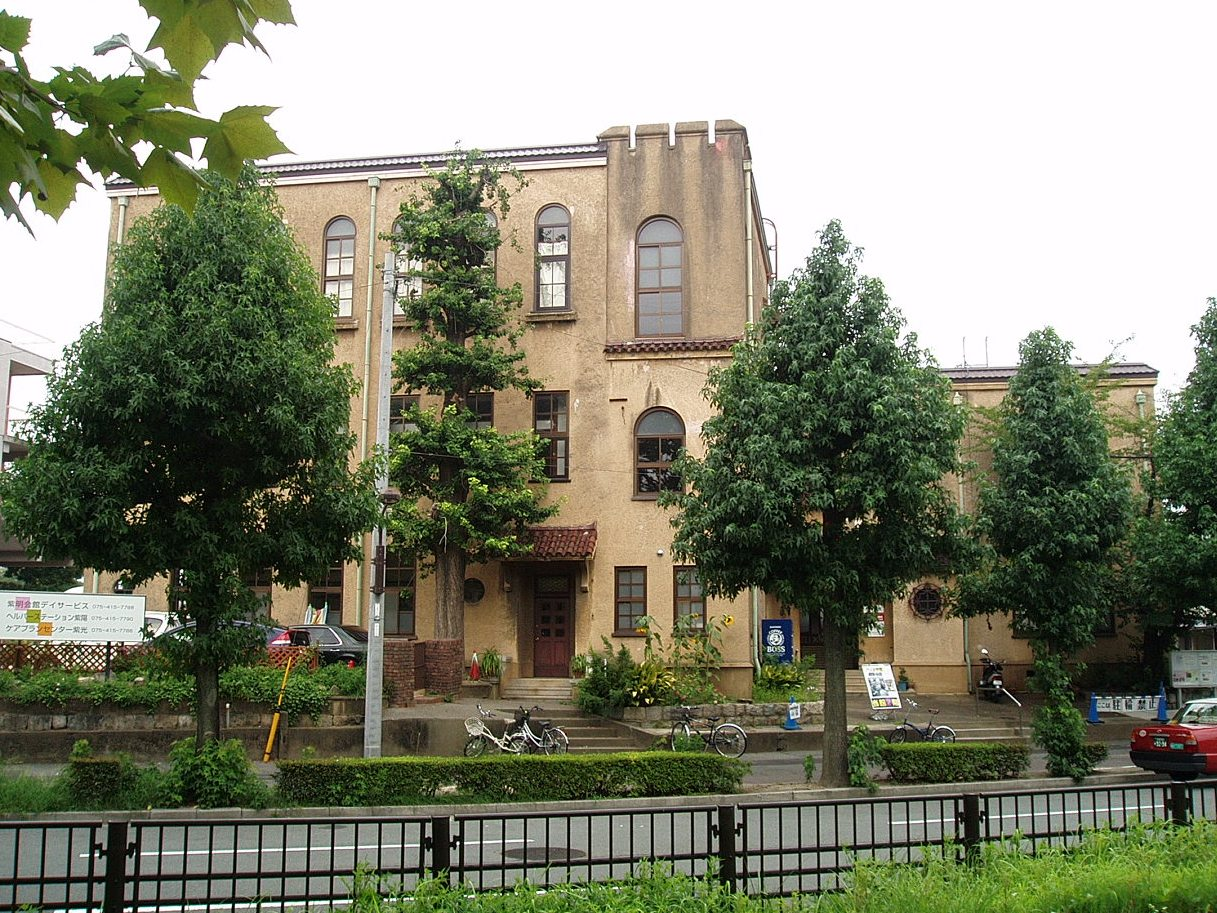
紫明会館

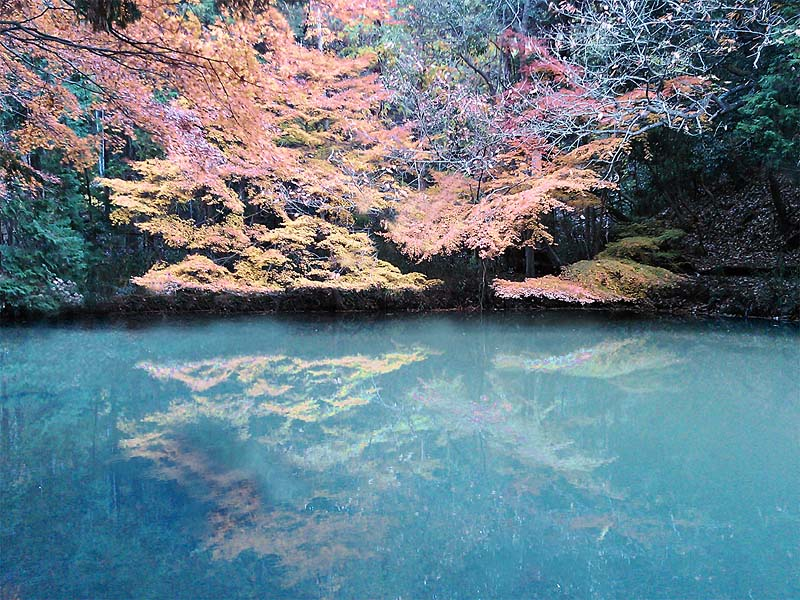
紅葉谷

### 名所・旧跡
主な城郭
- 船岡山城（国史跡）

主な寺院
- 鹿苑寺金閣（金閣寺）
- 光悦寺
- 正伝寺（小堀遠州作の庭園）
- 大徳寺
- 等持院

主な神社
- 賀茂別雷神社（上賀茂神社） - 山城国一宮、葵祭
- 天津神社
- 今宮神社 - やすらい祭
- 大田神社
- 久我神社
- 建勲神社
- 玄武神社 - やすらい祭発祥の地。「玄武やすらい祭」とも言う。惟喬親王を祭神とする。
- 惟喬神社
- 大将軍神社
- 道風神社
- 敷地神社（わら天神）
- 平野神社
- 深泥池貴舩神社

### 観光スポット
- 京都府立堂本印象美術館
- 立命館大学末川記念会館（京都地方裁判所から移築した「陪審法廷」が無料公開されている）
- 立命館大学国際平和ミュージアム
- 古田織部美術館
- 紫明会館
- 長坂口（京の七口）
- 船岡山
- 船岡温泉
- 太閤山荘
  - 紅葉谷
- 櫻谷文庫
- しょうざん光悦芸術村
- 大宮交通公園

## 文化・名物

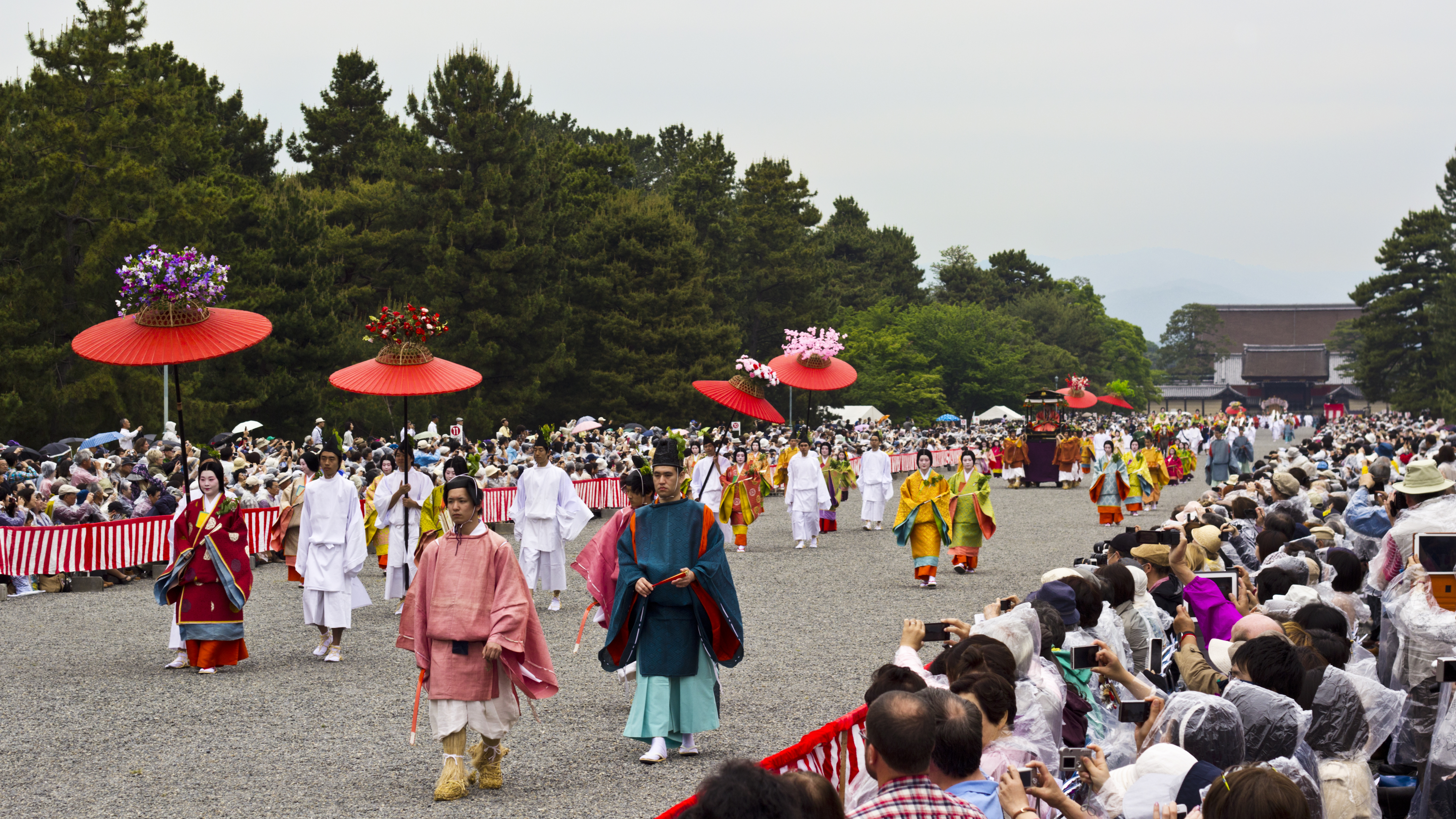
葵祭

### 祭事・催事
- 葵祭（京都三大祭り）
- 今宮祭
- やすらい祭

### 名産・特産
- あぶり餅
- 西陣織

### スポーツ
- 京都ゴルフ倶楽部

## 出身関連著名人
- 岩佐氏寿（映画監督、脚本家）
- みなもと太郎（漫画家）
- 尾崎亜美（シンガーソングライター）
- 野路毅彦（静岡放送アナウンサー）
- 鈴木史朗（元TBSアナウンサー）
- 川合孝典（参議院議員）
- 大門実紀史（参議院議員）
- 上茶谷大河（プロ野球選手）
- 綿矢りさ（作家）
- 河合悠祐（戸田市議会議員、元草加市議会議員）

### マスコット
- 801ちゃん - 区内の商店街のマスコットキャラクターで、後にやおいのイメージキャラクターとなる。